# Мужская сборная Украины по гандболу
Мужская национальная сборная команда Украины по гандболу (укр. Чоловіча національна збірна команда України з гандболу) — команда, представляющая Украину на международных соревнованиях по гандболу среди мужских национальных сборных команд. Организацию, управление и контроль обеспечивает Федерация гандбола Украины (ФГУ).
Первый официальный матч мужская национальная сборная провела 7 апреля 1993 года в рамках отборочного турнира чемпионата Европы в Фокшанах (Румыния) уступив сборной команде Румынии (25 : 16).
Мужская сборная Украины никогда не принимала участия в Олимпийских Играх и Играх доброй воли. Украинская команда два раза выступала в чемпионатах мира (2001, 2007), лучший результат — выход в четвертьфинал турнира 2001 года. Семь раз участвовала в чемпионатах Европы (2000, 2002, 2004, 2006, 2010, 2020, 2022), лучший результат — выход во второй раунд соревнований 2002 (итоговое 11-е место) и 2006 (итоговое 12-е место) годов.
Наибольшее количество матчей за сборную сыграл Юрий Костецкий — 72 матча; он же является лучшим бомбардиром сборной — 434 гола. Действующий капитан сборной — Геннадий Комок, вратарь украинского «Мотора» из Запорожья. Главный тренер сборной — Вадим Бражник.
По состоянию 30 июня 2023 года сборная занимала 22-е место среди европейских мужских гандбольных сборных в рейтинге Европейской гандбольной федерации, а также по состоянию на 1 января 2016 года 30-е место среди мужских гандбольных сборных в рейтинге Международной гандбольной федерации.

## Результаты выступлений

### Всемирные турниры

#### Олимпийские игры
В матчах турниров сборная команда Украины участия не принимала.
- до 1991 года команда не существовала
- 1992 — команда не заявлялась для участия в турнире
- 1996 — 2024 — не была классифицирована для участия в турнирах

#### Игры доброй воли
В матчах турниров сборная команда Украины участия не принимала.
- до 1991 года команда не существовала
- 1994 — команда не заявлялась для участия в турнире
- 1998 — 2001 — гандбольный турнир не проводился
- 2005 — Игры доброй воли были отменены

#### Чемпионаты мира
- до 1991 года команда не существовала
- 1993 — команда не заявлялась для участия в турнире
- 1995 — не была классифицирована для участия в турнире
- 1997 — отборочный турнир, 3-е место в группе (из 4-х команд)
- 1999 — отборочный турнир, 4-е место в группе (из 4-х команд)
- 2001 — 7-е место
- 2003 — отборочный турнир, поражение в плей-офф
- 2005 — отборочный турнир, поражение в плей-офф
- 2007 — 14-е место
- 2009 — отборочный турнир, поражение в плей-офф
- 2011 — отборочный турнир, поражение в плей-офф
- 2013 — отборочный турнир, 2-е место в группе (из 3-х команд), не прошла в плей-офф
- 2015 — отборочный турнир, 2-е место в группе (из 4-х команд), не прошла в плей-офф
- 2017 — отборочный турнир, 2-е место в группе (из 4-х команд), не прошла в плей-офф
- 2019 — отборочный турнир, 3-е место в группе (из 4-х команд), не прошла в плей-офф
- 2021 — не была классифицирована[3] для участия в турнире
- 2023 — снялась с отборочного турнира в связи с нападением России на Украину 24 февраля 2022 года

### Континентальные турниры

#### Чемпионаты Европы
Чемпионат Европы по гандболу среди национальных мужских сборных команд впервые был проведён в 1994 году.
- 1994 — отборочный турнир, 3-е место в группе (из 5-х команд), не прошла в плей-офф
- 1996 — отборочный турнир, 3-е место в группе (из 3-х команд), не прошла во 2-й раунд
- 1998 — команда не заявлялась для участия в турнире
- 2000 — 12-е место
- 2002 — 11-е место
- 2004 — 15-е место
- 2006 — 12-е место
- 2008 — отборочный турнир , поражение в плей-офф
- 2010 — 16-е место
- 2012 — отборочный турнир, 4-е место в группе (из 4-х команд)
- 2014 — отборочный турнир, 4-е место в группе (из 4-х команд)
- 2016 — отборочный турнир, 4-е место в группе (из 4-х команд)
- 2018 — отборочный турнир, 4-е место в группе (из 4-х команд)
- 2020 — 19-е место
- 2022 — 24-е место
- 2024 — отборочный турнир, 4-е место в группе (из 4-х команд)